# Amherst College
Amherst College es una universidad privada ubicada en Amherst, Massachusetts, fundada en 1821. Es una institución que brinda exclusivamente títulos de pregrado. Es conocida por su currículo abierto y demandante y su excelencia académica. La revista U.S. News & World Report la consideró la segunda mejor institución de pregrado de los Estados Unidos, y en el 2023 la revista Forbes la catalogó como la undécima mejor universidad del país. Es regularmente catalogada como una de las más selectas universidades de los Estados Unidos, ofreciendo una amplia variedad de cursos en humanidades, ciencias sociales y ciencias naturales. Fue originalmente una academia varonil, volviéndose mixta en 1975.

## Institución

### Programa académico
Amherst College ofrece 41 carreras y 850 cursos en ciencias naturales, artes, humanidades, matemáticas y ciencias de la computación, ciencias sociales, lenguas extranjeras, latín y griego y muchas otras carreras interdisciplinarias. También proporciona a sus estudiantes un inusual currículo abierto. Los estudiantes no tienen requerimientos de cursos ni honores, sino que son asignados a un guía vocacional que los ayuda construir su propio esquema de estudios. El único curso requerido es un seminario sobre las artes liberales, la cual tiene como propósito desarrollar el análisis crítico en los estudiantes. Aparte de ello, sin embargo, los estudiantes pueden elegir los demás cursos requeridos para su carrera libremente.
Amherst College fue también la primera institución en ofrecer estudios de pregrado en neurociencia, jurisprudencia y pensamiento social, y estudios americanos. Actualmente, sus programas de inglés, física, neurociencia y jurisprudencia están considerados entre los mejores de su país.

### Enseñanza
Amherst College ha sido reconocida por su compromiso con la enseñanza, de forma que ha sido usada de modelo por Harvard y Columbia University en el 2007, cuando ambas universidades decidieron rehacer su esquema de enseñanza.
Amherst mantiene un promedio de quince estudiantes por clase y un radio estudiante-facultad de 7:1. Los estudiantes de Amherst usualmente presentan sus trabajos de graduación en conferencias regionales o nacionales.
Algunos miembros de facultad notables son: William H. Pritchard, conocido crítico literario; Ilan Stavans, antropólogo especializado en las culturas latina y judía; el novelista Lawrence Douglas; el físico Arthur Zajonc; el ganador del premio Pulitzer, William Taubman, conocido biógrafo; Rowland Abiodun, especialista en arte africana; Hadley Arkes, especialista en leyes;, el matemático Daniel Velleman; Susan Niditch, una historiadora bíblica; el sociólogo Austin Sarat; y, el compositor Lewis Spratlan, profesor emérito de la facultad de música.
Amherst también participa en programas de intercambio con escuelas del vecino condado de Hampshire, como el Mount Holyoke College, el Smith College y la Universidad de Massachusetts. Noah Webster fue uno de sus fundadores.

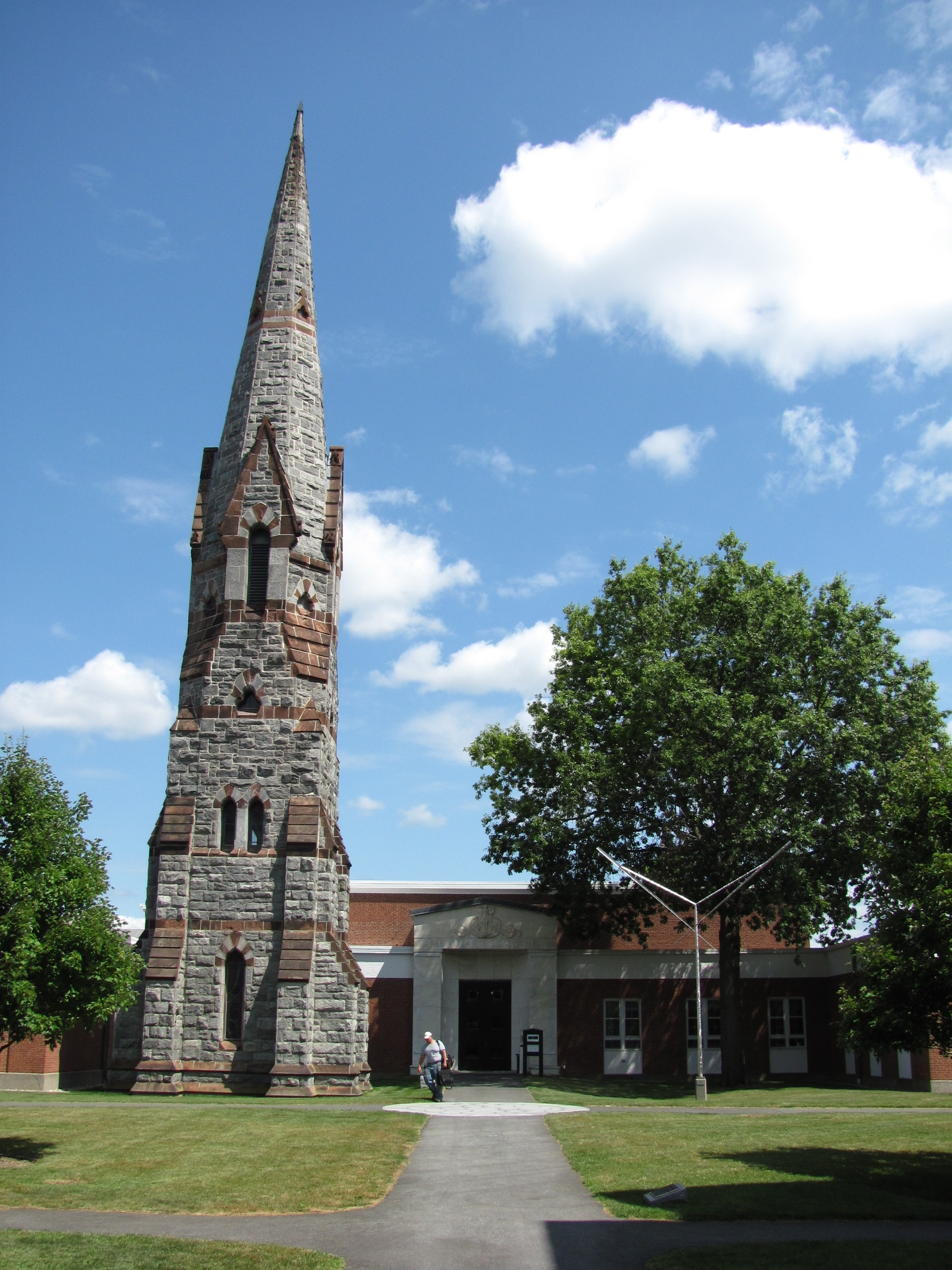

Aunque es una universidad pequeña, Amherst College tiene un gran número de egresados notables, y cuenta con una de las asociaciones de egresados más activas de los Estados Unidos. Entre ellos se destacan Jeffrey C. Hall, Henry Way Kendall, Edmund Phelps y Joseph Stiglitz, ganadores del ganadores del Premio Nobel; Calvin Coolidge, trigésimo presidente de EEUU; Uhuru Kenyatta, cuarto presidente de Kenia; Alberto II de Mónaco, príncipe soberano de Mónaco; Francisco Flores Pérez, trigésimo noveno presidente de El Salvador; Chris Coons, senador de Delaware; Melvil Dewey, bibliotecario e inventor del sistema Dewey de clasificación; Charles Drew, el inventor del banco de sangre; James Merrill, poeta ganador del premio Pulitzer; distingito dramaturgo Clyde Fitch; los ganadores de la Medalla Nacional de Ciencia Paul Doughty Bartlett, Stephen Clone Kleene, William Summer Johnson, Carl R. Woese y Harold E. Varmus; y, numerosos otros líderes en los campos de ciencias, religión, política, medicina y leyes.

### Rankings
Amherst College ha sido nombrada por U.S. News & World diez veces como la mejor institución de pregrado de los Estados Unidos, desde el año 2000, y la catalogó en segundo lugar en el año 2018. El Wall Street Journal, en su ranking del 2018, la consideró la mejor institución de pregrado de los EE. UU.
La revista Forbes la catalogó como la undécima mejor universidad del país en su ranking mixto, en el que cuenta instituciones de pregrado (referidas en EE. UU como college) y universidades de investigación (research universities). Amherst tiene también la segunda tasa más alta de graduación (después de Harvard), con 95% de sus estudiantes graduándose antes de seis años, según un estudio de la American Enterprise Institute del 2009.

### Admisiones
Amherst College es una de las instituciones más selectivas del mundo. En el año 2019, Amherst recibió 10,567 aplicaciones, de las cuales aceptó a solo 1,144 (10.8%). En adición, 83% de los aceptados pertenecían al 10% superior de su escuela secundaria; 95% de los aceptados fue parte del 25% superior.